# White Blood Cells
Albums de The White Stripes
De Stijl
(2000) Elephant
(2003)
White Blood Cells est le troisième album du duo rock The White Stripes paru en 2001. Il fut enregistré en moins d'une semaine au studio Easley-McCain Recording à Memphis (Tennessee) et produit par le leader et guitariste du groupe, Jack White.
Le magazine Rolling Stone place l'album en 497e position de son classement des 500 plus grands albums de tous les temps. Il est également cité dans l'ouvrage de référence de Robert Dimery Les 1001 albums qu'il faut avoir écoutés dans sa vie et dans un grand nombre d'autres listes.

## Liste des titres
Tous les titres sont composés par Jack White et Meg White.
| 1.    | Dead Leaves and the Dirty Ground (en)   | 3:04 |
| 2.    | Hotel Yorba (en)                        | 2:10 |
| 3.    | I'm Finding It Harder to Be a Gentleman | 2:54 |
| 4.    | Fell in Love with a Girl (en)           | 1:50 |
| 5.    | Expecting                               | 2:03 |
| 6.    | Little Room                             | 0:50 |
| 7.    | The Union Forever                       | 3:26 |
| 8.    | The Same Boy You've Always Known        | 3:09 |
| 9.    | We're Going to Be Friends (en)          | 2:22 |
| 10.   | Offend in Every Way                     | 3:06 |
| 11.   | I Think I Smell a Rat                   | 2:04 |
| 12.   | Aluminum                                | 2:19 |
| 13.   | I Can't Wait                            | 3:38 |
| 14.   | Now Mary                                | 1:47 |
| 15.   | I Can Learn                             | 3:31 |
| 16.   | This Protector                          | 2:12 |
| 40:25 |                                         |      |